# حبيب الهارش (الوضيع)

تعديل مصدري - تعديل

حبيب الهارش هي إحدى قرى عزلة  الوضيع بمديرية الوضيع التابعة لمحافظة أبين، بلغ تعداد سكانها 231 نسمة حسب تعداد اليمن لعام 2004.